# Clathria benguelaensis
Clathria benguelaensis är en svampdjursart som beskrevs av Samaai och Gibbons 2005. Clathria benguelaensis ingår i släktet Clathria och familjen Microcionidae. Inga underarter finns listade i Catalogue of Life.